# Sam Pinkleton
Sam Pinkleton (Hopewell, 20 luglio 1987) è un coreografo e regista teatrale statunitense.

## Biografia
Nato e cresciuto in Virginia, si è trasferito a New York all'età di diciotto anni per studiare recitazione alla New York University, cambiando poi indirizzo di studi per specializzarsi in regia.
Esordì a Broadway nel 2012 come assistente alla regia di Mark Brokaw per la commedia The Lyons in scena al Cort Theatre. Due anni dopo fece il suo debutto a Broadway in veste di coreografo con Machinal e negli anni seguenti curò i movimenti delle opere teatrali The Heidi Chronicles con Elisabeth Moss (2015) ed Heisenberg con Mary-Louise Parker (2016). Nel 2016 ottenne un primo successo come coreografo di Natasha, Pierre & The Great Comet of 1812, tanto da ottenere una candidatura al Tony Award alla miglior coreografia.
Negli anni seguenti lavorò ancora a Broadway nei drammi Significant Other (2017) e Macbeth (2022) e nel musical Amélie (2017). Nel 2023 curò le coreografie della prima assoluta di Here We Are, musical postumo di Stephen Sondheim, nell'Off-Broadway, tornando poi a lavorare al musical anche nella prima britannica al National Theatre nel 2025. Sempre nel 2025 vinse il Tony Award alla miglior regia di un'opera teatrale per la farsa Oh, Mary! in cartellone al Lyceum Theatre.